# KAI KF-21 Boramae
O KAI KF-21 Boramae (Coreano: "보라매".lit "Jovem Falcão") é um caça bimotor de 4.5 geração supersônico desenvolvido pela Coreia do Sul em parceria com a Indonesia.

## Desenvolvimento
O objetivo inicial do programa era desenvolver um caça multirole bimotor de assento único com capacidades furtivas que excedessem tanto o Dassault Rafale quanto o Eurofighter Typhoon, mas menos do que os do Lockheed Martin F-35 Lightning II. O Centro de Pesquisa de Desenvolvimento e Aplicação de Conceito de Sistemas de Armas da Universidade Konkuk aconselhou que o KF-X deveria ser superior ao F-16 Fighting Falcon, com alcance de combate 50% maior, vida útil de 34% mais longo da aeronave, melhor aviônico, radar de matriz digitalizado eletronicamente ativo (AESA), guerra eletrônica mais eficaz e link de dados Capacidades. Suas recomendações também especificaram aproximadamente 50.000 libras de força (220.000 N) de impulso de dois motores, capacidades de interceptação e cruzeiro supersônicas e capacidades de várias tentativas. Os requisitos do projeto foram posteriormente rebaixados pela Força Aérea da República da Coreia (ROKAF) para um caça de 4,5 gerações com capacidades limitadas de furtividade.

### Investimento Indonésio
Em 15 de julho de 2010, o governo indonésio concordou em financiar 20% do custo do projeto KF-X em troca de um protótipo, participação no design, dados técnicos e compartilhamento de produção. Em 2 de agosto de 2011, um centro de pesquisa conjunto foi inaugurado em Daejeon,Coreia do Sul.Em novembro de 2017, a Indonésia, através da estatal Indonésia Aerospace, não pagou sua parte na última rodada de custos de desenvolvimento, provocando críticas da Coreia do Sul.A partir de 2019,Indonésia estava renegociando seu envolvimento no programa.A FlightGlobal informou em julho de 2019 que a Indonésia estava explorando o pagamento em armamentos produzidos pela Indonésia em vez de dinheiro. julho de 2019, a Indonésia estava cerca de ₩ 300 bilhões em atraso.
De acordo com um relatório de setembro de 2020, a Indonésia pagou apenas 10 milhões de USD desde 2016 em fase de pesquisa e desenvolvimento e devia cerca de 420 milhões de USD. Outro relatório que a Indonésia pagou 205 milhões de USD para pesquisa e desenvolvimento e devia cerca de 420 milhões de USD. dezembro de 2020, um relatório mostrou que a Indonésia provavelmente sairia do projeto, enquanto outroque a Coreia do Sul e a Indonésia planejam avançar no projeto KFX/IFX. 

### Parceiros do projeto
Enquanto a KAI era a principal construtora, inúmeras outras empresas nacionais e estrangeiras foram contratadas para fornecer componentes ou suporte de aeronaves. Várias dessas firmas trabalharam com a KAI no T-50. Para certas tecnologias sensíveis, as empresas estrangeiras consultaram apenas o suporte de testes, a fim de evitar restrições de comércio de armas. 
A Hanwha Techwin assinou um acordo com a General Electric para a fabricação de motores General Electric F414 para aeronaves KF-X. De acordo com o contrato, Hanwha deve fabricar peças-chave, montar localmente os motores e supervisionar a instalação do motor na aeronave. A empresa também apoiará testes de voo e construirá um extenso sistema de suporte para as operações da aeronave.
Uma reportagem da Defense News afirmou que o radar da AESA seria um desafio particular, foi desenvolvido pela Hanwha Systems com a ajuda de outras empresas nacionais e apoio de empresas estrangeiras. A Elta Systems ajudou a testar o protótipo AESA,e a Saab trabalhou com a LIG Nex1 no desenvolvimento e avaliação de software. Além de trabalhar no AESA, o LIG Nex1 é desenvolver um bloqueador de rádio.
A empreiteira aeroespacial norte-americana Texstars foi selecionada pela KAI para desenvolver transparências de dossel e para-brisas para a KF-X. Sob o contrato, a Texstars trabalhará ao lado da KAI para fornecer ao caça KF-X transparências resistentes a aves com óptica de alta qualidade.
O Triumph Group foi selecionado pela KAI para fornecer unidades de acessórios montadas em aeronaves (AMADs) para o KF-X. A Triumph desenvolverá e fabricará os AMADs, que transferem a potência do motor para outros sistemas.
A Compañía Española de Sistemas Aeronáuticos( CESA), subsidiária da Héroux-Devtek,foi contratada para desenvolver o sistema de frenagem de emergência.
A United Technologies anunciou em fevereiro de 2018 que estava fornecendo o sistema de controle ambiental, incluindo sistemas de pressurização de cabine e resfriamento líquido, bem como a válvula de partida e controle de fluxo da turbina de ar.
Martin-Baker foi contratado para fornecer o mecanismo de fuga do assento de ejeção Mk18.
Cobham recebeu contratos para fornecer lançadores de ejeção de mísseis, antenas de comunicação, tanques de combustível externos e sistemas de oxigênio.
Meggitt foi contratado para fornecer um sistema de frenagem de rodas,monitores de voo em espera, e sensores internos, incluindo um sistema de detecção de incêndio.
A MBDA foi contratada para integrar o míssil meteor além do alcance visual do míssil ar-ar (BVRAAM) na aeronave.
A Elbit Systems foi contratada pela Hanwha Systems para fornecer sistemas de evasão de terrenos/terrenos (TF/TA) para a aeronave. 
Curtiss-Wright foi contratado pela KAI para fornecer o sistema de instrumentação completa de teste de voo (FTI), é o sistema de aquisição de dados (DAS) para uso em campanhas de teste de voo.

### Protótipos
Em fevereiro de 2019, a KAI iniciou os trabalhos de produção do protótipo KF-X, com seis previstos para serem concluídos em 2021. Estes devem passar por quatro anos de testes e concluir o processo de desenvolvimento até meados de 2026. O primeiro protótipo foi lançado publicamente em 9 de abril de 2021; além das seis aeronaves para testes aéreos, duas serão feitas para testes terrestres. DAPA antecipou um primeiro voo de teste em 2022. 

## Especificações
Dados da Administração do Programa de Aquisição de Defesa (DAPA)

### Características gerais
- Tripulação: 1 ou 2
- Comprimento: 16,9 m (55 pés 5 in)
- Envergadura: 11,2 m
- Altura: 4,7 m
- Área da asa: 46,5 m2
- Peso vazio: 11.800 kg
- Peso bruto: 17.200 kg (37.920 lb
- Peso máximo de decolagem: 25.400 kg (55.997 lb)
- Motores: 2 × General Electric F414-GE-400K turbofan pós-queima, 57,8 kN (13.000 lbf) empuxo cada seco, 97,9 kN (22.000 lbf) com pós-combustão[22]

### Desempenho
- Velocidade máxima: Mach 1.81

### Armamento
Hardpoints: 10

### Mísseis
- Mísseis ar-ar:
  - MBDA Meteor
  - AIM-120 AMRAAM
  - Diehl IRIS-T
  - AIM-9X Sidewinder
- Mísseis ar-terra:
  - Taurus KEPD 350
  - AGM-65
- Mísseis aná ship:
  - AGM-84 Harpoon[23]
- (Desenvolvimento em Progresso ) 
  - Míssil coreano de curto alcance Air to Air
  - Míssil coreano de médio a longo alcance Air to Air
  - Míssil coreano de longo alcance Air to Ground
  - Míssil antirradiação coreano de alta velocidade
  - Míssil anti-navio de velocidade supersônica coreana

### Bombas
- Bombas normais:
  - Mk.81/82/83/84
  - GBU-39/B SDB
  - CBU-105 WCMD
- Bombas guiadas de precisão:
  - JDAM
  - GBU-54/56 LJDAM
  - GBU-12 LGB
  - KGGB

### Aviônica
- Radar AESA da Hanwha Systems
- IRST por Hanwha Systems
- E/O Targeting System (EOTS) pela Hanwha Systems
- Recursos do Datalink por LIG Nex1
- Bloqueador de Radiofrequência por LIG Nex1 ALQ-200K
- MC (computador de missão) da Hanwha Systems
- SMC (computador de gerenciamento de lojas) pela LIG Nex1 e Hanwha Systems
- MFD (display multifuncional) pela Hanwha Systems
- FLCC (computador de controle de voo) por LIG Nex1
- CNI (sistema de comunicação/navegação/identificação) pela LIG Nex1